# Sesame Workshop
Sesame Workshop (antiguamente conocido como Children's Television Workshop o CTW), es una organización sin ánimo de lucro estadounidense que ha creado variados programas de televisión alrededor del mundo (exclusivamente para PBS Kids en los Estados Unidos). Reconocida por su programa insignia Sesame Street. En 1971, Sesame Workshop cofundó con Viacom la empresa Noggin, pero en el 2004 Sesame Workshop decidió venderle la parte que tenía a Viacom.

## Adquisiciones
- Actualmente Sesame Workshop es propietario del canal PBS, PBS y HiT Entertainment a través de su división The Children's Network.
- Sesame Workshop es propietario de la empresa Cartoon Pizza Company y sus subsidiarias Cartoon Cola y Cartoon Candy.

## Personas notables en Sesame Workshop
- Gary E. Knell, presidente, CEO.
- Joan Ganz Cooney, cofundador.
- Ralph Rogers, cofundador.

Contenido
- Liz Nealon, vicepresidente ejecutivo, director creativo.
- Anna E. Housley-Juster, director de contenido, equipo de realización de Plaza Sésamo.
- Dr. Lewis Bernstein, productor ejecutivo de Plaza Sésamo.
- Carol-Lynn Parente, productor de Plaza Sésamo.
- Corey L. Galloway, director de producción de televisión, películas y videos.

Distribución
- Terry Fitzpatrick, vicepresidente ejecutivo.

Educación
- Rosemarie Truglio PhD, vicepresidente de educación.

Grupo estratrategico global
- Daniel J. Victor, vicepresidente ejecutivo, distribución global.
- Shari Rosenfeld, vicepresidente, encargado de Marketing.

Consumidores
- Maura Regan, vicepresidente y gerente general, productos de consumo globales.

Afiliación corporativa
- Sherrie Westin, vicepresidente ejecutivo de Afiliación corporativa.

Departamento de filiaciones
- Richard Siegmeister

Relaciones de talento
- Lisa Mogull, directora.[1]

## Series de televisión
- Sesame Street (1969-presente)
  - Fragmentos y segmentos de Elmo (1998-presente)
- The Electric Company (1971-1977)
- Plaza Sésamo (1972-presente)
- Cro (1993)
- Feeling Good (1974-1975)
- 3-2-1 Contact (incluyendo The Bloodhound Gang, 1980-1988)
- Square One (incluyendo Mathnet, 1987-1992)
- Tobias Totz and His Lion
- Fantasma Escritor (1992-1995)
- William's Wish Wellingtons (1994-1997) (en asociación con BBC 1 y Hibbert Ralph Animation) (National Science Foundation)
- Big Bag (1996-1998)
- Los nuevos misterios del fantasma escritor (1997)
- Koki (1997)
- Dragon Tales (1999-2005) (en asociación con Sony Pictures Television)
- Sagwa, la gatita siamesa (2001-2002)
- Sponk! (2001-2003)
- Pequeños Planetas (en asociación con Pepper's Ghost Productions & Plaza Productions) (2001-2006)
- Play with Me Sesame (2002-2007)
- La Vida Cambia (2003-2005)
- El Mundo Al Reves (2006-2009)
- Pinky Dinky Doo (2005-2011)
- Esme & Roy (2018-2021)
- Troubles the Cat
- Slim Pig
- Samuel and Nina
- Ace and Avery